# São Julião (Gouveia)
São Julião is een plaats (freguesia) in de Portugese gemeente Gouveia en telt 1 561 inwoners (2001).